# Piotr Wojtysiak
Piotr Tadeusz Wojtysiak (ur. 11 marca 1978 w Piotrkowie Trybunalskim) – polski samorządowiec, doktor nauk o zdrowiu, w latach 2018–2024 starosta piotrkowski, od 2024 wicemarszałek województwa łódzkiego.

## Życiorys
Syn Tadeusza i Henryki. Od 2002 pracował w starostwie powiatowym w Piotrkowie Trybunalskim, rozpoczynając od stanowiska młodszego referenta. Zasiadał w radzie nadzorczej Miejskiego Zakładu Komunikacyjnego w Piotrkowie Trybunalskim. Ukończył studia wyższe. W 2016 uzyskał na Uniwersytecie Medycznym w Łodzi stopień doktora nauk o zdrowiu (specjalność: zdrowie publiczne) na podstawie pracy pt. Ocena funkcjonowania przepisów prawnych dotyczących wyeliminowania palenia tytoniu i ochrony przed dymem tytoniowym w świetle badań pracowników i uczniów placówek edukacyjnych powiatu piotrkowskiego napisanej pod kierunkiem Doroty Kalety. Został asystentem w Katedrze Higieny i Epidemiologii na Wydziale Nauk o Zdrowiu UM w Łodzi.
Wstąpił do Polskiego Stronnictwa Ludowego. W kadencji 2014–2018 pełnił funkcję wicestarosty piotrkowskiego. W 2018 wybrany radnym powiatu piotrkowskiego, objął następnie fotel starosty. W 2023 bez powodzenia kandydował do Sejmu z ramienia Trzeciej Drogi. W 2024 uzyskał mandat radnego sejmiku łódzkiego. 11 czerwca 2024 wybrany na stanowisko wicemarszałka województwa łódzkiego.

## Odznaczenia
W 2023 wyróżniony Medalem Bene Meritus Powiatom Związku Powiatów Polskich.